# Polityka w Kole

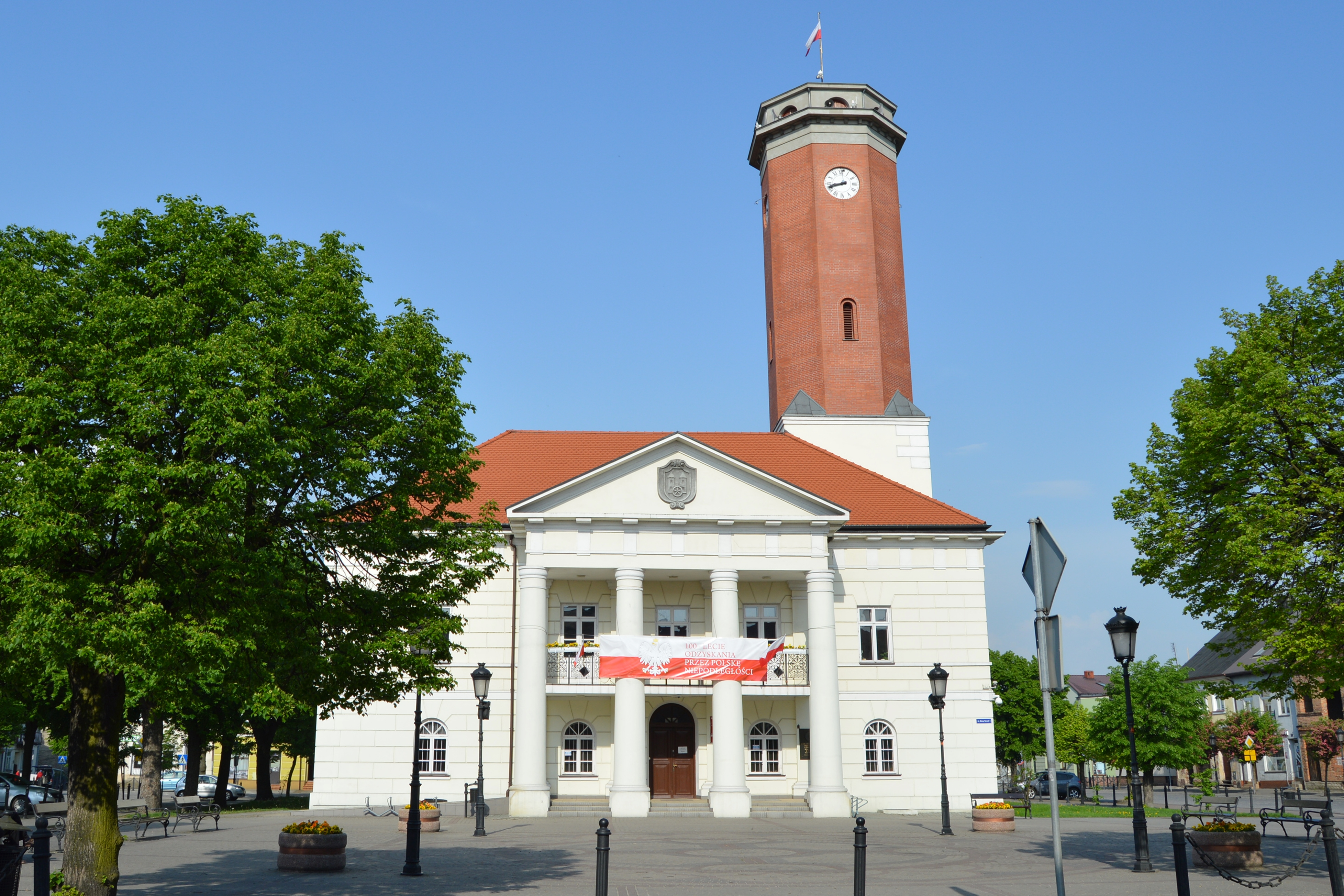
Ratusz - obecna siedziba władz miejskich

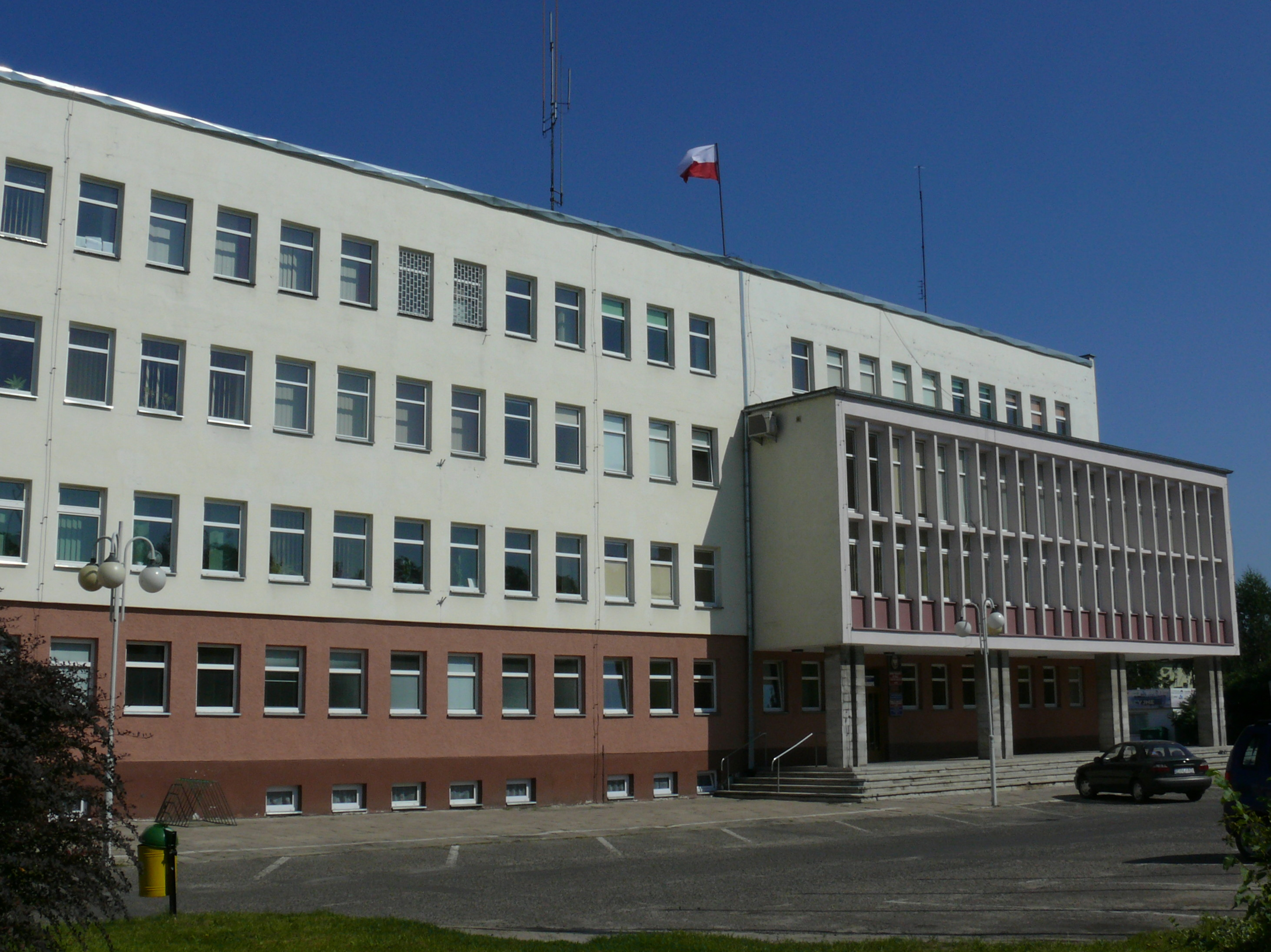
Gmach starostwa - dawna siedziba władz miejskich, obecnie powiatowych

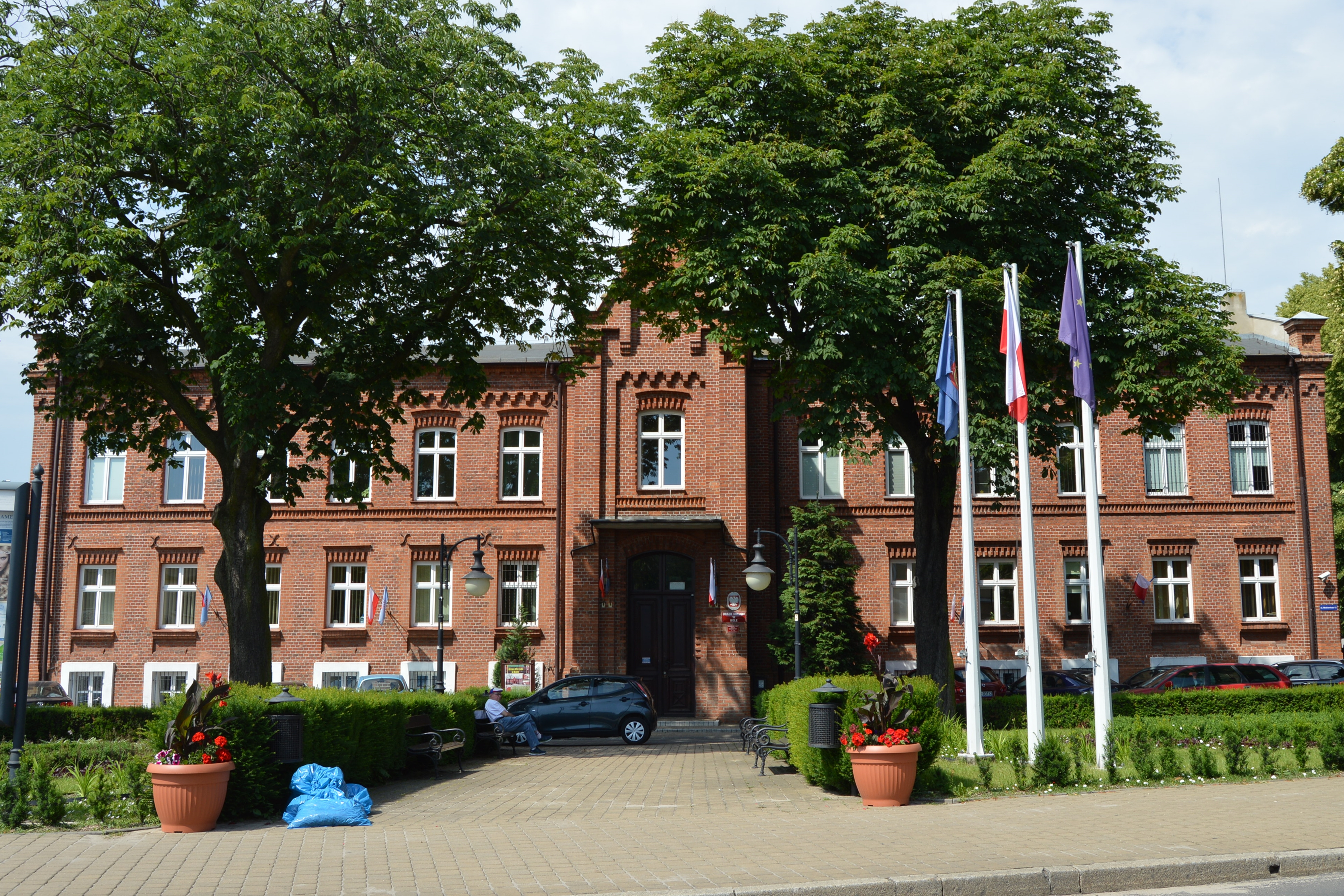
Budynek Urzędu Miejskiego - siedziba władz miejskich w okresie odbudowy ratusza

Kolska scena polityczna i samorządowa. Koło jest gminą miejską i siedzibą władz powiatu kolskiego.
Na czele magistratu stoi burmistrz, od 2002 r. wybierany w wyborach bezpośrednich co 5 lata. Jest on również organem wykonawczym miasta. Stanowi on jednoosobowy zarząd. Funkcję doradczą dla burmistrza miasta stanowi jego zastępca.
Organem uchwałodawczym jest rada miejska składająca się z 15 radnych wybieranych w wyborach bezpośrednich odbywających się co 5 lat. Sesje Rady Miasta odbywają się w sali konferencyjnej kolskiego ratusza.

## Miejska Rada Narodowa w Polsce Ludowej
24 stycznia 1945 r. - cztery dni po wyzwoleniu Koła spod niemieckiej okupacji przez wojska Armii Czerwonej, komendant wojenny mjr Mercen powołał na stanowisko tymczasowego starosty powiatowego – Jana Oliskiewicza. Wówczas to starosta powołał na stanowiska kierowników wszystkich najważniejszych instytucji. Tymczasowym burmistrzem wybrano Teodora Ostrowskiego. Jednak pierwsze posiedzenie Miejskiej Rady Narodowej (przekształconej w 1990 r. w Radę Miejską) odbyło się dopiero 15 marca 1945 r. Historycznemu posiedzeniu przewodniczył Zenon Krygier. W tymże roku MRN odbyła 11 posiedzeń. W organizacji struktur administracji lokalnej w Kole do 1950 r. wzorowano się głównie na systemie II Rzeczypospolitej przystosowanym do nowych warunków Polski Ludowej.
W 1946 r. w Miejskiej Radzie Narodowej w Kole zasiadało 21 radnych, z czego: 6 wywodziło się z Polskiej Partii Robotniczej, 5 z Polskiej Partii Socjalistycznej, 2 ze Stronnictwa Ludowego, 5 ze Stronnictwa Demokratycznego oraz 3 bezpartyjnych. Ówczesnym głównym zadaniem rajców było stworzenie warunków do rozwoju istniejących już placówek gospodarczych, powoływanie nowych oraz szczególnie gospodarka mieszkaniowa i komunalna.
Od dnia 8 października 1949 r. przewodniczącym MRN był Józef Bartosik. Następnie 5 grudnia 1949 r. zastąpił go Stanisław Ogrodziński. W tym roku rada liczyła 24 członków (18 – PZPR,  2 – SL, 3 – SL, 1 – bezpartyjny).
Konstytucja z 22 lipca 1952 r. wprowadziła w życie jednolite założenia systemu powoływania organów władzy lokalnej. Pierwsze wybory powszechne do rady narodowej odbyły się 5 grudnia 1954 r. Mieszkańcy Koła wyłonili 50 swoich przedstawicieli (28 – PZPR, 4 – ZSL, 5 – SD oraz 13 bezpartyjnych). Wśród nich było 6 kobiet. Po przeprowadzonej reformie administracyjnej Miejska Rada Narodowa zajmowała kluczową pozycję w strukturze władzy w mieście. Jej rola jako gospodarza terenu uległa znacznemu zwiększeniu.
Po wyborach 2 lutego 1958 r., w których wyłoniono 45 radnych, na sesji w dniu 14 lutego MRN powołała następujące komisje: Finansów i Budżetu, Ochrony Porządku i Bezpieczeństwa Publicznego, Budownictwa i Gospodarki Komunalnej, Zaopatrzenia Ludności i Rolnictwa, Oświaty i Kultury, Zdrowia i Opieki Społecznej. Kolejne bezpośrednie wybory MRN miały miejsce co 4-5 lat.
W skład radnych w kadencji 1973–1978 wchodziło 60 radnych (26 – PZPR, 5 – ZSL, 6 – SD, 23 – bezpartyjni). Niemal połowa zatrudniona była na co dzień jako pracownik umysłowy, trzecia część to robotnicy. Oprócz nich w radzie zasiadali m.in. nauczyciele, lekarze i rzemieślnicy. Połowa rajców posiadała wykształcenie średnie, 16 – wyższe, a 14 – podstawowe.
60-osobowy skład Miejskiej Rady Narodowej utrzymał się do 1990 roku. Ostatnim Przewodniczącym był Zdzisław Chruścielski.

## Władza lokalna w III Rzeczypospolitej
W dniu 8 marca 1990 r. ustawa Sejmu Kontraktowego wprowadziła samorządy w miejsce dotychczasowych władz lokalnych. Zgodnie z tą uchwałą mieszkańcy gminy, tworzący z mocy prawa wspólnotę samorządową, uzyskali prawo wpływania na losy swoich „Małych Ojczyzn” w innym zakresie niż miało to miejsce wcześniej. Likwidacji uległo stanowisko Naczelnika Miasta. Organem wykonawczym stały się zarządy gmin, wybierane przez radę.
Pierwsze wybory samorządowe w wolnej Polsce odbyły się 20 maja 1990 r. Rada miejska, która liczyła 28 członków, wybrała na przewodniczącego – Stanisława Lebiedzińskiego. W drugiej kadencji, wybranej w dniu 19 czerwca 1994 r., przewodniczącym wybrano Andrzeja Szlagę, którego dwa lata później zastąpił Andrzej Korzeniowski. 11 października 1998 r. wybrano radnych III kadencji. Wówczas obradom przez 4 lata przewodniczył Wojciech Jabłoński.
Począwszy od 2002 r. burmistrz przestał być wybierany przez radę gminy, od tego czasu był wyłaniany w drodze głosowania bezpośredniego przez mieszkańców. Kolejno funkcję burmistrza pełnili: Jan Stępiński, Mieczysław Drożdżewski i Stanisław Maciaszek, który najpierw został zawieszony w pełnieniu funkcji, a następnie zrezygnował z jej pełnienia. W krótkim okresie w 2018 r. funkcję burmistrza pełnił Jan Stępiński powołany przez prezesa Rady Ministrów Mateusza Morawieckiego. W 2018 r. na to stanowisko został wybrany Krzysztof Witkowski.
W 2002 r. na funkcję przewodniczącego rady miejskiej IV kadencji wybrano Urszulę Pękacz z SLD. 12 listopada 2006 r. kolscy wyborcy wyłonili 21 radnych V kadencji. Po zblokowaniu list wyborczych i rozdzieleniu mandatów w radzie miejskiej zasiadło 14 kandydatów prawicowych oraz 7 z komitetów lewicowych. Przewodniczącym został Robert Cesarz (PiS).
Po wyborach w 2010 r. najwięcej - sześć mandatów (z 21) uzyskał Sojusz Lewicy Demokratycznej, a przewodniczącą po raz drugi w historii wybrano Urszulę Pękacz, natomiast w kolejnych - w 2014 r. najwięcej mandatów (10) otrzymali kandydaci Towarzystwa Samorządowego, których przedstawiciel - Artur Szafrański, został wybrany na Przewodniczącego Rady Miejskiej. Na zakończenie kadencji 9 radnych przynależało do klubu "Pokolenie 2018+", 4 – SLD Lewica Razem, 3 – Prawo i Sprawiedliwość, a 5 pozostało niezrzeszonych.
Po wyborach w 2018 r. skład rady miejskiej był następujący: Prawo i Sprawiedliwość – 8 radnych, Sojusz Lewicy Demokratycznej – 7 radnych, lokalny komitet Katarzyny Hamigi - 4 radnych, niezrzeszeni (wybrani z listy Koalicji Obywatelskiej) – 2 radnych.
W wyborach w 2024 roku wybierano 15 radnych. 12 mandatów uzyskał komitet KWW Krzysztof Witkowski Dalszy Rozwój Koła, 2 mandaty KWW Jarosława Kawki, a 1 mandat: KWW Grzegorza Gibaszka Razem dla Koła
W 2018 r. działało przy radzie 7 stałych komisji: 
- Rewizyjna;
- Prawa i Porządku Publicznego;
- Budżetu i Finansów;
- Gospodarki Komunalnej i Ochrony Środowiska;
- Rozwoju Gospodarczego i Zagospodarowania Przestrzennego;
- Zdrowia i Opieki Społecznej;
- Oświaty, Kultury i Sportu.
- Skarg, Wniosków i Petycji

## Władze miasta Koła
- 1917–1918
  - pierwszy burmistrz: Maks Geppert
  - drugi burmistrz: Michał Ostrowski
- 1918–1919
  - burmistrz: Michał Ostrowski
- 1919–1926
  - burmistrz: Władysław Klimaszewski
- 1926–1929
  - burmistrz: Władysław Krzycki
- 1929–1934
  - burmistrz: Stefan Grabowski
- 1935–1939
  - burmistrz: Michał Beksiak
- 1939
  - komendant miasta: Obersturmführer Toffling
- 1939
  - burmistrz: Waldemar Baumgardt
- 1939–1940
  - burmistrz: Otton Arnold
- 1940-?
  - burmistrz: Arthur Draheim
- 1945
  - komendant miasta (niemiecki): płk. Voigt
- 1945
  - komendant miasta (radziecki): mjr. Marcen[a]
- 1945
  - burmistrz: Teodor Ostrowski
  - przewodniczący Miejskiej Rady Narodowej: Zenon Krygier
- 1945–1949
  - burmistrz: Piotr Wojciechowski
  - przewodniczący Miejskiej Rady Narodowej: Józef Bartosik
- 1949–1950
  - burmistrz: Wiktor Graczyk
  - przewodniczący Miejskiej Rady Narodowej: Stanisław Ogrodziński
- 1950–1952
  - przewodniczący Prezydium Miejskiej Rady Narodowej: Stanisław Ogrodziński
- 1952–1956
  - przewodniczący Prezydium Miejskiej Rady Narodowej: Adam Pawlak
- 1956
  - przewodniczący Prezydium Miejskiej Rady Narodowej: Stanisław Hass
- 1956–1973
  - przewodniczący Prezydium Miejskiej Rady Narodowej: Wiktor Graczyk
- 1973
  - przewodniczący Prezydium Miejskiej Rady Narodowej: Tadeusz Paszkiewicz
- 1973–1978
  - naczelnik: Eugeniusz Sanigórski
  - przewodniczący Miejskiej Rady Narodowej: Ireneusz Waszak
- 1978–1984
  - naczelnik: Zbigniew Nowak
  - przewodniczący Miejskiej Rady Narodowej: Edmund Janowski
- 1984–1988
  - naczelnik: Grzegorz Cieślak
  - przewodniczący Miejskiej Rady Narodowej: Antoni Frankowski
- 1988–1990
  - naczelnik: Zenon Zyznarski
  - przewodniczący Miejskiej Rady Narodowej: Zdzisław Chruścielski
- 1990–1994
  - burmistrz: Czesława Gutkowska-Kicińska
  - zastępca burmistrza: Wojciech Kraszewski
  - przewodniczący rady miejskiej: Stanisław Lebiedziński
  - zastępcy przewodniczącego rady miejskiej: Kazimierz Kijewski, Andrzej Migus
- 1994–1998
  - burmistrz: Józef Dużyński
  - zastępca burmistrza: Kazimierz Gauden
  - przewodniczący rady miejskiej: Andrzej Szlaga[4], Andrzej Korzeniowski[4]
  - zastępcy przewodniczącego rady miejskiej: Maciej Goździkowski, Henryk Perzyński
- 1998–2002
  - burmistrz: Jerzy Przybylski
  - zastępca burmistrza: Florian Olejniczak
  - przewodniczący rady miejskiej: Wojciech Jabłoński
  - zastępcy przewodniczącego rady miejskiej: Tomasz Gajewski, Mariusz Kozajda
- 2002–2006
  - burmistrz: Jan Stępiński
  - zastępca burmistrza: Zenon Zyznarski
  - przewodniczący rady miejskiej: Urszula Pękacz
  - zastępcy przewodniczącego rady miejskiej: Robert Cesarz, Zygmunt Sołtysiak
- 2006–2010
  - burmistrz: Mieczysław Drożdżewski
  - zastępca burmistrza: Ewa Bedlechowicz[5]
  - przewodniczący rady miejskiej: Robert Cesarz
  - zastępcy przewodniczącego rady miejskiej: Zenon Nowak[6], Jarosław Świder[6], Mariusz Hanefeld[7]
- 2010–2014
  - burmistrz: Mieczysław Drożdżewski
  - zastępca burmistrza: -
  - przewodniczący rady miejskiej: Urszula Pękacz
  - zastępcy przewodniczącego rady miejskiej: Teresa Dąbrowska, Artur Szafrański
- 2014–2018
  - burmistrz: Stanisław Maciaszek[8], Jan Stępiński[9]
  - p.o. burmistrza: Elżbieta Modrzejewska[10], Barbara Szelągowska-Bugajak[11]
  - zastępca burmistrza: Jan Zieliński[12], Daria Skupin[13], Elżbieta Modrzejewska[14]
  - przewodniczący rady miejskiej: Artur Szafrański
  - zastępcy przewodniczącego rady miejskiej: Mariusz Hanefeld, Alicja Wapińska[15].
- 2018–2024
  - burmistrz: Krzysztof Witkowski
  - zastępca burmistrza: Lech Brzeziński[16]
  - przewodniczący rady miejskiej: Tomasz Sobolewski
  - zastępcy przewodniczącego rady miejskiej: Mariusz Budny, Artur Szafrański
- 2024–2029
  - burmistrz: Krzysztof Witkowski
  - przewodniczący rady miejskiej: Mariusz Hanefeld
  - zastępcy przewodniczącego rady miejskiej: Ewa Baryła, Adrian Król

## Wyniki wyborów do rady miejskiej

### Wybory samorządowe w Polsce w 2002 roku[17]
- Praworządność-Wiedza-Kompetencje: 3
- Sojusz Lewicy Demokratycznej: 11
- Towarzystwo Samorządowe: 2
- KWW Kolska Koalicja Obywatelska: 1
- KWW Nasza Mała Ojczyzna: 3
- KWW Porozumienie Samorządowo-Ludowe: 2

### Wybory samorządowe w Polsce w 2006 roku[18]
- Platforma Obywatelska: 5
- Prawo i Sprawiedliwość: 6
- Praworządność-Wiedza-Kompetencje: 3
- Sojusz Lewicy Demokratycznej: 4
- Towarzystwo Samorządowe: 1
- KWW Nasze Miasto 2006: 2

### Wybory samorządowe w Polsce w 2010 roku[19]
- Platforma Obywatelska: 3
- Prawo i Sprawiedliwość: 4
- Praworządność-Wiedza-Kompetencje: 3
- Sojusz Lewicy Demokratycznej: 6
- Towarzystwo Samorządowe: 4
- KWW Porozumienie Samorządowo-Ludowe: 1

### Wybory samorządowe w Polsce w 2014 roku[20]
- Platforma Obywatelska: 1
- Prawo i Sprawiedliwość: 3
- Sojusz Lewicy Demokratycznej: 5
- Towarzystwo Samorządowe: 10
- KWW Mieszkańców Miasta Koła: 1
- KWW Porozumienie Prawicy: 1

### Wybory samorządowe w Polsce w 2018 roku[1]
- Platforma Obywatelska: 2
- Prawo i Sprawiedliwość: 8
- Sojusz Lewicy Demokratycznej: 7
- KWW Katarzyny Hamigi: 4

### Wybory samorządowe w Polsce w 2024 roku[2]
- KWW Krzysztof Witkowski Dalszy Rozwój Koła: 12
- KWW Jarosława Kawki: 2
- KWW Grzegorza Gibaszka Razem dla Koła: 1